# Exocentrus takakuwai
Exocentrus takakuwai är en skalbaggsart som beskrevs av Makihara 1982. Exocentrus takakuwai ingår i släktet Exocentrus och familjen långhorningar. Inga underarter finns listade i Catalogue of Life.